# Fundación Barrié
La Fundación Pedro Barrié de la Maza es una fundación patrimonial privada, con el fin de promover el desarrollo y la cultura en Galicia.

## Historia
La organización fue creada el 5 de noviembre de 1966 por Pedro Barrié de la Maza, quien la declaró heredera universal de su fortuna. Posteriormente, su hermana Gertrudis y su viuda Carmela Arias también aportaron parte de su patrimonio. La fundación fue declarada de interés gallego por la Junta de Galicia el 13 de junio de 1986.
Fue accionista mayoritario de Banco Pastor, hasta su fusión con Banco Popular en 2013, obteniendo la mayor parte de sus ingresos de los rendimientos de las acciones de esta sociedad.

## Actividad
La fundación ha contribuido de diversas formas a la cultura, la educación, la salud, etc. de Galicia. Colaboró en la creación de las escuelas universitarias de Arquitectura y Arquitectura Técnica en La Coruña y de Ingeniería Industrial en Vigo y el Instituto de Lengua Gallega.
Organiza anualmente un Ciclo de Jazz y otorga becas a estudiantes universitarios.

## Sedes

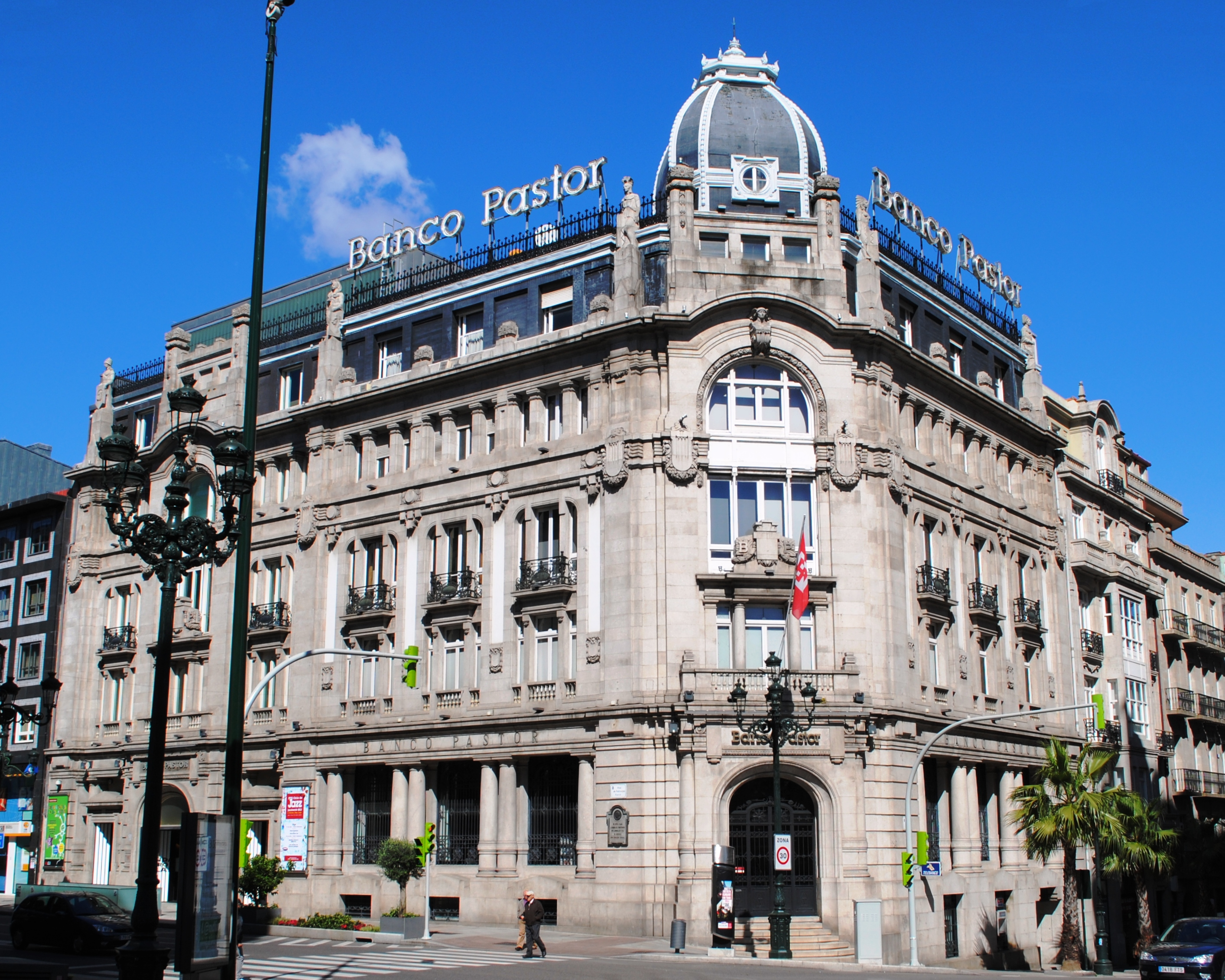
Edificio Banco de Vigo, calle de Policarpo Sanz.

La sede central en La Coruña está situada en el número 9 de Cantón Grande . Fue inaugurado en 1995 por la reina Sofía. La sede de Vigo está ubicada en la calle Policarpo Sanz número 31, en el edificio Banco de Vigo. Fue inaugurado en 2005 y recibió varios premios por su restauración, firmados por los arquitectos Emilio Tuñón y Luis Mansilla.